# Bulbophyllum adelphidium
Bulbophyllum adelphidium là một loài phong lan thuộc chi Bulbophyllum.